# Kyselina kyanurová
Kyselina kyanurová, systematickým názvem 1,3,5-triazin-2,4,6-triol, je sloučenina se sumárním vzorcem (CNOH)3. Podobně jako mnoho jiných průmyslově důležitých sloučenin má i tento triazin řadu dalších názvů. Kyselina kyanurová je bílá pevná látka bez zápachu. Nachází uplatnění jako prekurzor nebo součást bělidel, dezinfekčních prostředků a herbicidů. V roce 1997 činila celková světová produkce kyseliny kyanurové 160 milionů kilogramů.

## Vlastnosti a syntéza

### Vlastnosti
Kyselina kyanurová je cyklický trimer těkavého derivátu kyanovodíku, HOCN – kyseliny kyanaté. Vyskytuje se ve dvou strukturách (triol a trion), vzájemně v sebe přecházejících, jedná se tedy o tautomery. Tautomer triol, který může mít aromatický charakter, v roztoku převládá. Hydroxylové (-OH) skupiny ukazují na fenolický charakter. Deprotonace zásaditou látkou poskytuje řadu kyanurátových solí:
[C(O)NH]3 ⇌ [C(O)NH]2[C(O)N]− + H+, Ka = 10−7
[C(O)NH]2[C(O)N]− ⇌ [C(O)NH][C(O)N]22− + H+, Ka = 10−11
[C(O)NH][C(O)N]22− ⇌ [C(O)N]33− + H+, Ka = 10−14

### Syntéza
Kyselina kyanurová byla poprvé syntetizována Friedrichem Wöhlerem v roce 1829 tepelným rozkladem močoviny a kyseliny močové. Současná průmyslová metoda výroby je založena na tepelném rozkladu močoviny, při současném uvolnění amoniaku. Přeměna začíná přibližně na 175 °C:
3 H2N-CO-NH2 → [C(O)NH]3 + 3 NH3
Kyselina krystalizuje z vody jako dihydrát.
Kyselinu kyanurovou lze vyrábět také hydrolýzou surového nebo odpadního melaminu, s následnou krystalizací. Kyselé kapalné odpady z továren vyrábějících takové materiály obsahují kyanurovou kyselinu, a někdy též rozpuštěné triaziny s nahrazenou aminovou skupinou, jmenovitě ammelin, ammelid a melamin. V jedné z metod se roztok síranu amonného zahřívá k varu a přidá se stechiometrické množství melaminu, načež se kyanurová kyselina sráží jako melamin kyanurát. Různé odpadní vody obsahující kyselinu kyanurovou a triaziny s nahrazenými aminy se mohou mísit a za určitých podmínek v nich může být přítomna nerozpuštěná kyselina kyanurová.

## Toxicita
Kyselina kyanurová je klasifikována jako "v zásadě netoxická".
Smrtelná dávka LD50 u potkanů je 7 700 mg/kg.
Avšak pokud je kyselina kyanurová pohromadě s melaminem (který je sám o sobě též málo toxickou látkou), mohou vznikat extrémně nerozpustné krystaly, vedoucí k tvorbě ledvinových kamenů a potenciálně k selhání ledvin a k smrti. To se stalo v případě psů a koček při kontaminaci krmiva v roce 2007 a u dětí při kontaminaci čínského mléka v roce 2008.